# Śląskie Towarzystwo Biblijne
Śląskie Towarzystwo Biblijne – niezależna od Zjednoczonych Towarzystw Biblijnych oraz od Towarzystwa Biblijnego w Polsce organizacja chrześcijańska, której celem jest upowszechnianie przesłania Biblii wśród społeczeństwa. Śląskie Towarzystwo Biblijne związane jest z Biblijnym  ewangelicznym środowiskiem, a jego przesłaniem jest wzywanie poprzez lekturę Pisma Świętego do całkowitego oddania  swego życia Jezusowi Chrystusowi – nowonarodzenia. Towarzystwo uznaje zasadę Sola scriptura, Jezusa Chrystusa jako Boga i jedynego pośrednika, usprawiedliwienie z łaski przez wiarę i niezależnie od uczynków. Ponadto wierzy w aktualność darów duchowych i zgromadzenie Izraela. Opowiada się za chrztem dokonywanym przez zanurzenie w wieku świadomym i jest przeciwne ekumenii.

## Działalność
- Nowa Biblia gdańska – jeden z głównych projektów Śląskiego Towarzystwa Biblijnego. Zakłada przetłumaczenie Pisma Świętego z języków oryginalnych (hebrajskiego, aramejskiego, greckiego) w oparciu o różne opracowania. Podstawą tekstu jest Biblia gdańska, której tekst jest uwspółcześniany i poprawiany.

- Gazetka „Pójdź za Mną” – celem gazetki jest „prostowanie dróg Pańskich” oraz prezentowanie informacji dotyczących  zboru.

- Rozmowy i rozważania biblijne – artykuły pozwalające zgłębić podstawy ewangelicznego chrześcijaństwa w oparciu o Pismo Święte.